# Kurmainzische Statthalterei

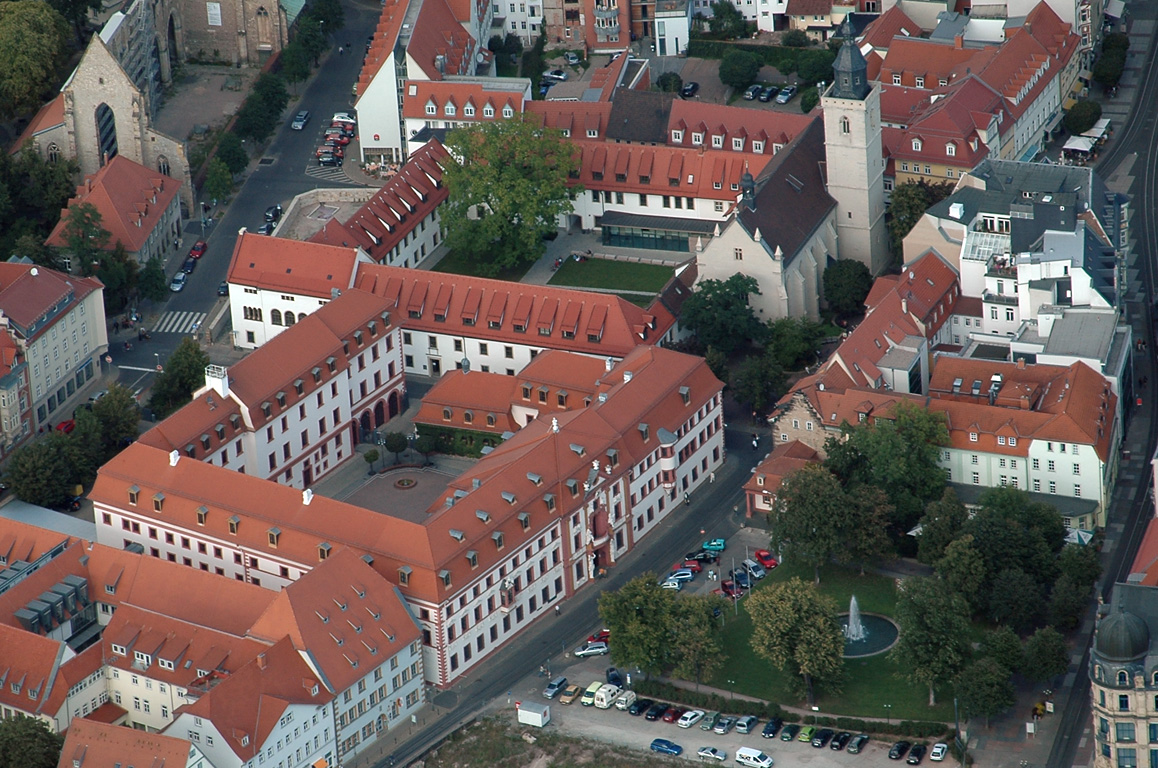
Kurmainzische Statthalterei mit Hirschgarten und Wigbertikirche (Luftbild 2007)

Die Kurmainzische Statthalterei ist eine barocke, dreigeschossige Vierflügelanlage um einen Innenhof aus dem 16. bis 18. Jahrhundert. Sie liegt an der Ecke Regierungs- und Meister-Eckehart-Straße im Zentrum von Erfurt.
Von 1699 bis 1802 war die Anlage Sitz der kurmainzischen Statthalter, die von hier aus im Auftrag des Fürsterzbischofs von Mainz die Stadt Erfurt verwalteten. Während des Erfurter Fürstenkongresses vom 27. September bis zum 14. Oktober 1808 wohnte und arbeitete Napoléon Bonaparte in der Statthalterei und lernte dabei unter anderem Johann Wolfgang von Goethe kennen. Die Anlage wurde unter den Preußen in ein Verwaltungsgebäude umgebaut und diente von 1816 bis 1933 als Gouvernementsgebäude, in dem das Regierungspräsidium des Regierungsbezirks Erfurt saß. Ab 1933 war das Gebäude bis 1940 Dienststelle der Geheimen Staatspolizei (Gestapo).
In der DDR befand sich ab 1954 in der Statthalterei die Verwaltung des Kreises Erfurt-Land. Nach der Neubildung des Bundeslandes Thüringen 1990 und intensiven Sanierungsarbeiten beherbergt die Statthalterei seit 1994 die Thüringer Staatskanzlei und den Sitz des Thüringer Ministerpräsidenten.

## Geschichte

### Unter kurmainzischer Herrschaft (1664–1802)

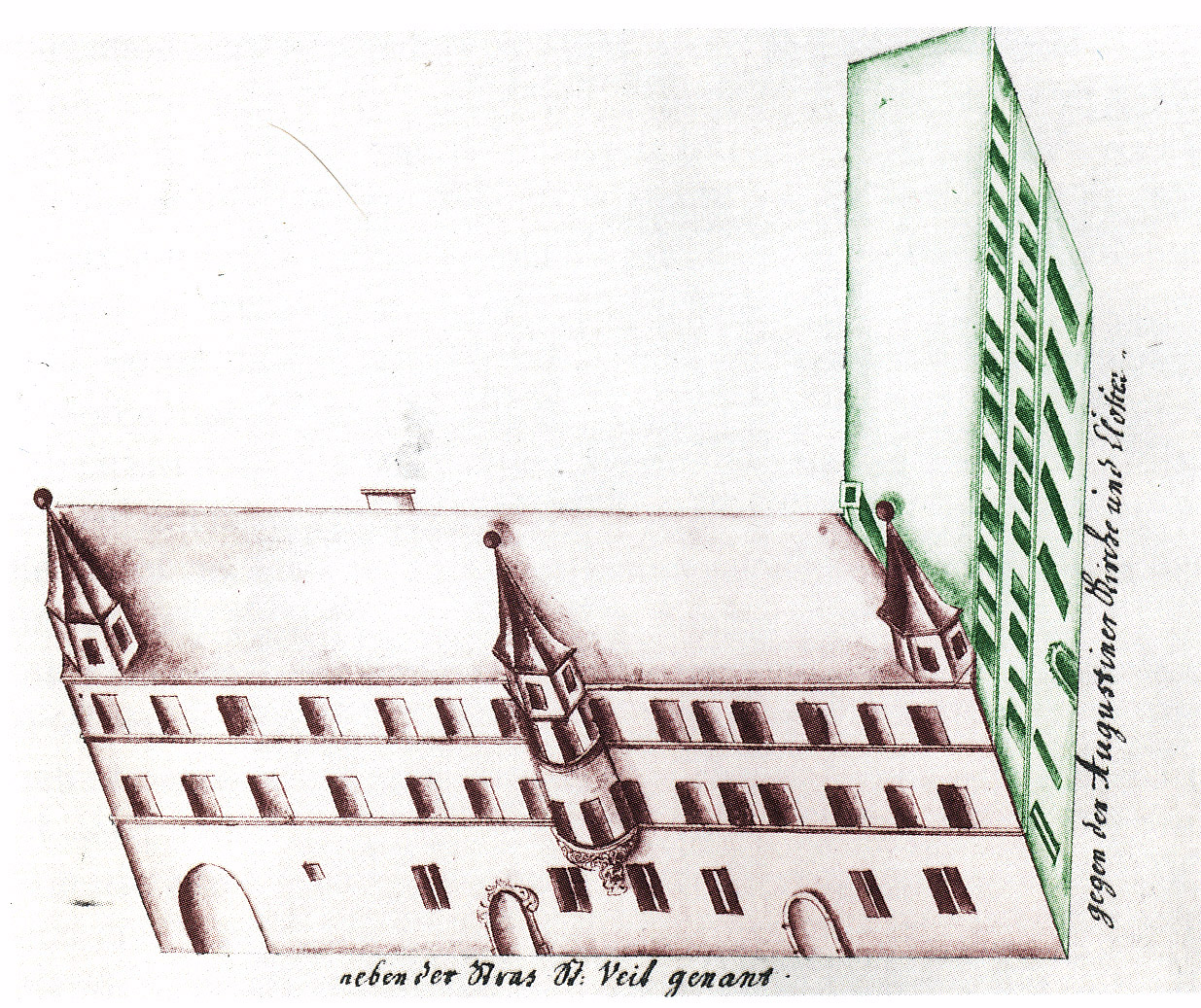
Alte Statthalterei im Jahr 1699

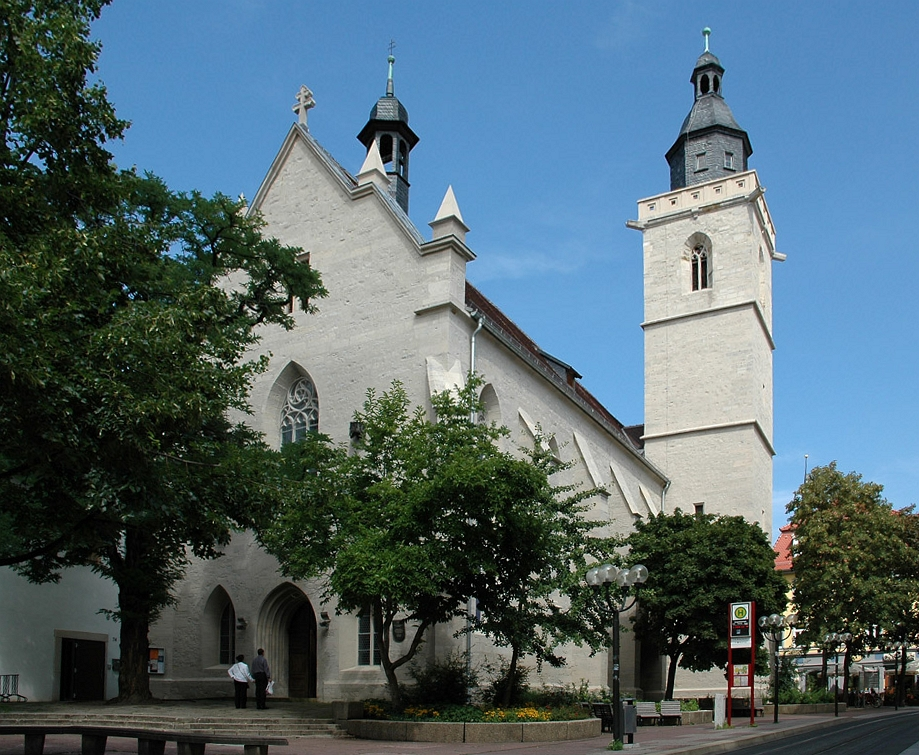
Wigbertikirche, Hof- und Begräbniskirche der Statthalterei

Die Kurmainzischen Statthalter, die von 1664 bis 1802 im Auftrag der Kurmainzer Regierung die Stadt Erfurt verwalteten, hatten anfangs ihren Sitz im Haus Zur Himmelspforte in der Marktstraße Nummer 6. Mit der Zeit erwies sich der Standort aber als nicht repräsentativ genug und man fing an, ein anderes Gebäude zu suchen. Dabei stieß man auf die drei miteinander verbundenen Patrizierhäuser Zum güldenen Rost, Zum stolzen Knecht und Zur güldenen Flechte in der damaligen Vitigasse (heute Regierungsstraße), die einen würdigen repräsentativen Charakter und ausreichend Wohn- und Arbeitsraum besaßen. 1694 kaufte der Statthalter Johann Jacob Waldbott von Bassenheim die aus dem 16. Jahrhundert stammenden Häuser für 1200 Reichstaler. Die hohen Kosten für die weitere Instandsetzung führten aber dazu, dass sich der Umzug verzögerte und das Haus zum Breiten Herd auf dem Fischmarkt kurzzeitig als neuer Sitz für die Statthalter vorgeschlagen wurde. Schließlich hielt man an dem Gebäudekomplex in der Vitigasse fest und fing ab Mai 1699 an, diesen umzubauen und zu verschönern. Kurz darauf, am 15. Juni, konnte der neu gewählte Statthalter Gottfried Philipp Josef Faust von Stromberg das Gebäude beziehen, das sich seither Statthalterei nannte. Die in der Nähe gelegene Wigbertikirche erhob man zur Hof- und Begräbniskirche der Statthalter von Erfurt.
Der Nachfolger, Philipp Wilhelm von Boineburg, ließ von 1713 bis 1720 die Statthalterei durch den Festungsbaumeister Maximilian von Welsch zu einer Vierflügelanlage ausbauen. Dabei wurden an die bestehende Statthalterei ein risalitartig vorgeschobener Mittelbau und der Barockflügel angebaut sowie im Norden ein Flügel mit Pferdestallungen und Remisen und im Westen ein Seitenflügel mit einer Brauerei errichtet. Die im östlichen Seitenflügel geplante Orangerie und ein Statthaltereigarten im Innenhof konnten aus Geldmangel nicht ausgeführt werden. Der Renaissanceflügel, Bezeichnung für die ursprüngliche Statthalterei, wurde für Wohnzwecke genutzt, und im Barockflügel wurde ein Empfangs-, Audienz- und ein Sitzungszimmer eingerichtet. Zusammen bilden die beiden Flügel und der Mittelbau seither das repräsentative Hauptgebäude der Anlage. Der Statthalter Anselm Franz Ernst von Warsberg schuf schließlich noch die aristokratische Abgeschlossenheit und räumliche Freiheit, die seinem Amtssitz bis dahin noch gefehlt hatte. Dafür wandte er sich mehrmals an die kurmainzische Regierung mit den Worten: Er könne „ohnmöglich länger ausstehen, dass die Nachbarschaft all sein Thun und Wesen observierte, gestalten er in seinem Retirade-Zimmer an der Ecke nicht im stande wäre, sich einzukleiden oder mit jemandem zu sprechen, ohne von ihnen gesehen und behorcht zu werden.“ Daraufhin ließ er zwischen 1733 und 1740 mehrere Häuser südlich der Statthalterei, an der Lohbank (heute Neuwerkstraße) sowie in der Vitigasse (heute Regierungsstraße) aufkaufen und abreißen. Am Rand des neu geschaffenen Vorplatzes wurden anschließend zwei Wachhäuser gebaut und im Inneren ein mit Bäumen bepflanztes Rotwildgehege angelegt. Auf Grund dieser Nutzung trägt die Grünanlage bis heute den Namen Hirschgarten. Um 1780 stellte man im Hirschgarten die Haltung von Wild ein und gestaltete ihn zur ersten öffentlichen Parkanlage Erfurts um.
Unter dem letzten kurmainzischen Statthalter Karl Theodor von Dalberg entwickelte sich die Statthalterei zu einem geistigen und gesellschaftlichen Mittelpunkt. Zusammen mit seinem Freund Karl Friedrich von Dacheröden veranstaltete er ab 1786 jeden Dienstag zwischen 17 und 20 Uhr in der Statthalterei Assembleen (Versammlungen), zu denen Menschen aus dem gehobenen und gebildeten Bürgertum eingeladen waren. Dabei hatten die Gäste die Möglichkeit, sich geistig und kulturell auszutauschen. Zu den Treffen erschienen manchmal regierende Fürsten und Herren oder berühmte Persönlichkeiten wie Friedrich von Schiller, Johann Wolfgang von Goethe, Christoph Martin Wieland und Wilhelm von Humboldt, zu denen Dalberg eine Freundschaft pflegte. 1791 vermählte sich die Tochter seines Freundes Dacheröden Karoline mit Wilhelm von Humboldt im Erkerzimmer des Barockflügels der Statthalterei.

### Unter preußischer (1802–1806), französischer (1806–1814) und preußischer (1814–1945) Herrschaft
Durch den preußisch-französischen Sondervertrag von 1802 erhielt Preußen von Frankreich als Entschädigung für die Gebiete östlich des Rheinufers unter anderem das Eichsfeld und Erfurt. Daraufhin besetzten preußische Truppen unter den Generälen von Voß und Wartensleben die Stadt Erfurt. Die Kurmainzische Statthalterei diente den Preußen als Gouvernementsgebäude, in dem der preußische Militärgouverneur saß und die Exklave Erfurt verwaltete.

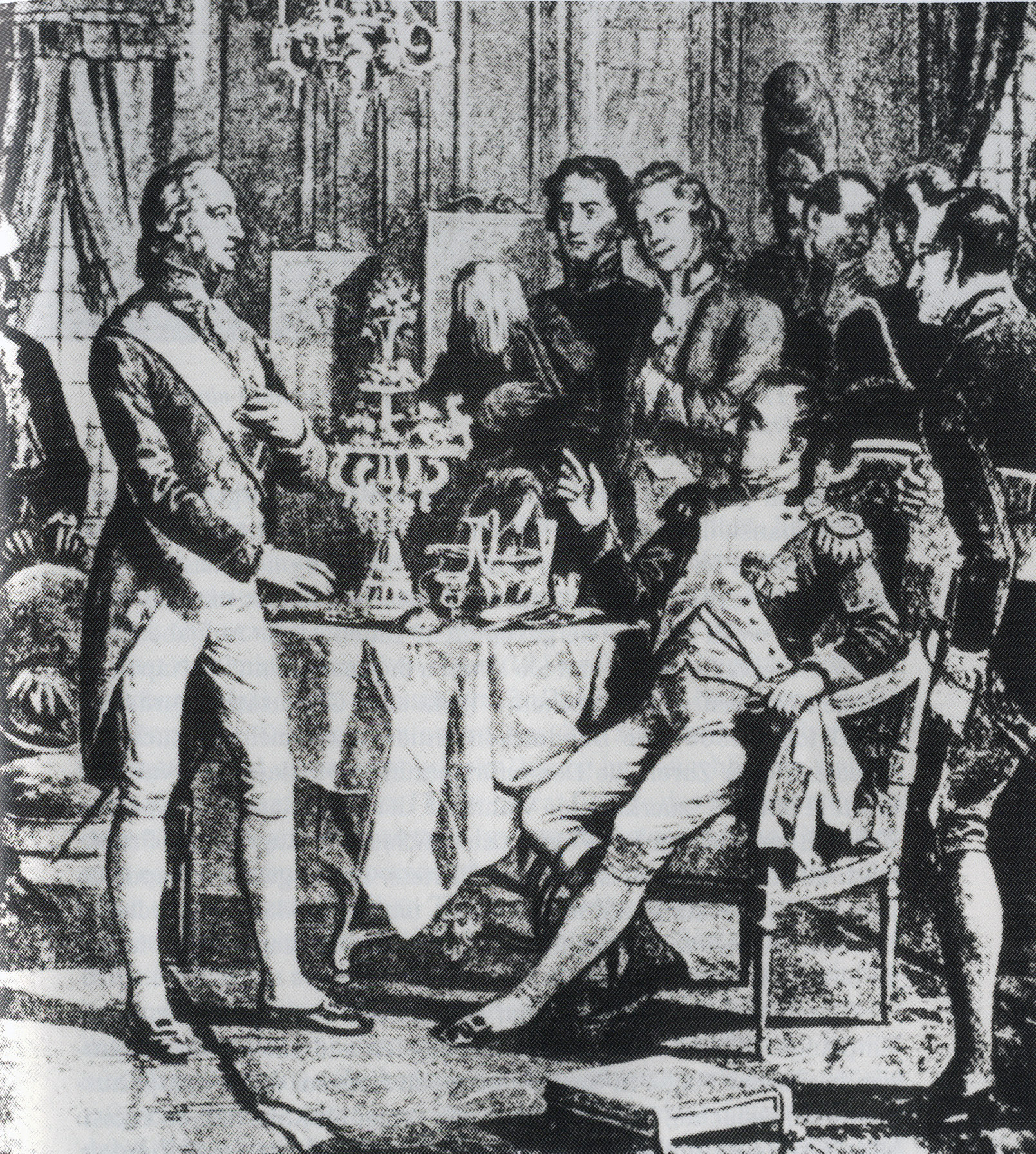
Goethes Audienz bei Napoleon im Erkerzimmer des Kaiserlichen Palastes

Nach der Niederlage in der Schlacht von Jena und Auerstedt am 14. Oktober 1806 und der Kapitulation von Erfurt, kam die Stadt unter französische Herrschaft. Die Statthalterei wurde weiterhin als Gouvernementsgebäude genutzt und war nun Sitz des kaiserlich-französischen Gouverneurs. Er hatte die Aufgabe die Provinz Erfurt zu verwalten, die zuvor aus dem Fürstentum Erfurt und der Grafschaft Blankenhain gegründet worden war und zur kaiserlichen Domäne gehörte. Zwischen dem 27. September und dem 14. Oktober 1808 veranstaltete Napoléon Bonaparte den Erfurter Fürstenkongress, zu dem er seinen Hauptverbündeten, Zar Alexander I., und seine deutschen Bundesgenossen einlud. Während dieser Zeit arbeitete und wohnte Napoleon im ersten Obergeschoss der Statthalterei, die für den Anlass Kaiserlicher Palast genannt wurde. Im Renaissanceflügel befand sich sein Arbeitszimmer, das vor allem für diplomatische Verhandlungen genutzt wurde und im Barockflügel sein Schlafzimmer sowie das Warte- und Audienzzimmer. Der Festsaal im Mittelbau wurde als Speisesaal, für größere Empfänge sowie für Gottesdienste genutzt. Die Inneneinrichtung wurde anlässlich des Kongresses mit Gobelins, Bronzefiguren, Kronleuchtern, Nippes, Teppichen aus Paris und mit Mobiliar aus Gotha verschönert. Im Mittelpunkt des Kongresses standen die Verhandlungen um ein Bündnis zwischen den beiden Kaisern, das am 12. Oktober von beiden Parteien unterschrieben wurde. Danach erkannte Napoleon dem Zaren die Fürstentümer Moldau und Walachei sowie Finnland zu und im Gegenzug überließ der Zar Napoleon Spanien und verpflichtete sich bei einem Angriff Österreichs auf Frankreich zu russischem Beistand.
Neben den diplomatischen Verhandlungen gehörte der tägliche Empfang von berühmten Persönlichkeiten zwischen 9 und 12 Uhr zum Tagesablauf. So hatte am 2. Oktober 1808 Johann Wolfgang von Goethe die Gelegenheit, den französischen Kaiser im Erkerzimmer des Barockflügels zu treffen und mit ihm eine ganze Stunde zu reden. Nach Goethes Darstellung lobte Napoleon zu Beginn des Gesprächs seine Erscheinung mit den Worten Vous êtes un homme (auf Deutsch Ihr seid ein Mann). Am Abend jeden Tages, um 18 Uhr, wurde gemeinsam mit den geladenen Monarchen und Fürsten zu Abend gegessen und anschließend nach 19 Uhr Theateraufführungen im damaligen Universitätsballhaus (seit 1871 Kaisersaal, in Bezug auf die Gründung des Deutschen Kaiserreichs) in der Futterstraße besucht. Nach Ende des Erfurter Fürstenkongresses zog in das Gouvernementsgebäude wieder der französische Militärgouverneur ein und die für den Kongress ausgeliehenen kostbaren Ausstattungsgegenstände wurden zurück nach Paris gebracht.
Nach dem Wiener Kongress (1814/15) kam es zu einer Neuordnung Europas. Als Ergebnis erhielt das Königreich Preußen unter anderem die Provinz Sachsen und die Stadt Erfurt. Ab 1. Januar 1816 diente die Statthalterei den Preußen als Sitz des preußischen Regierungspräsidenten, der den 1816 gebildeten Regierungsbezirk Erfurt zu verwalten hatte. Im Renaissanceflügel befand sich die präsidiale Dienstwohnung und im Barockflügel das königliche Zimmer, das für Besuche der preußischen Königsfamilie reserviert war. Zwischen 1818 und 1825 sowie im ausgehenden 19. Jahrhundert wurde die Statthalterei mit ihren Hofgebäuden, der Brauerei im Westen und den Stallungen im Norden in ein Verwaltungsgebäude mit Büros umgebaut. Dadurch ging der Charakter als Residenz für immer verloren. Zwischen 1918 und 1919 war das Gebäude für kurze Zeit Sitz des Erfurter Arbeiter- und Soldatenrats sowie zwischen 1933 und 1940 Sitz der Geheimen Staatspolizei (Gestapo). Am 12. April 1945 bezog die amerikanische Militärverwaltung und wenig später am 3. Juli 1945 die sowjetischen Kommandantur für Erfurt das Gebäude.

### Nutzung nach dem Zweiten Weltkrieg
In der DDR war die Kurmainzische Statthalterei zwischen 1954 und 1990 Sitz der Kreisverwaltung Erfurt-Land und sollte laut Planungen von 1986 für Veranstaltungen des benachbarten Hauses der Kultur mitgenutzt werden. Im Zuge der Bauarbeiten für den nie fertiggestellten Kulturpalast wurden verschiedene Häuser in der Eichenstraße sowie das westliche Wachhaus abgerissen, das im Jahr 2008 durch Spenden wiederaufgebaut wurde. Mit der Wende 1989/90 und der Neuerrichtung des Bundeslandes Thüringen wählte man die Statthalterei als Sitz der Thüringer Staatskanzlei und des Ministerpräsidenten aus. Nach drei Jahren Sanierungs- und Rekonstruktionsarbeiten, konnte das Gebäude schließlich am 4. März 1995 offiziell an den damaligen Thüringer Ministerpräsidenten Bernhard Vogel übergeben werden.

## Architektur

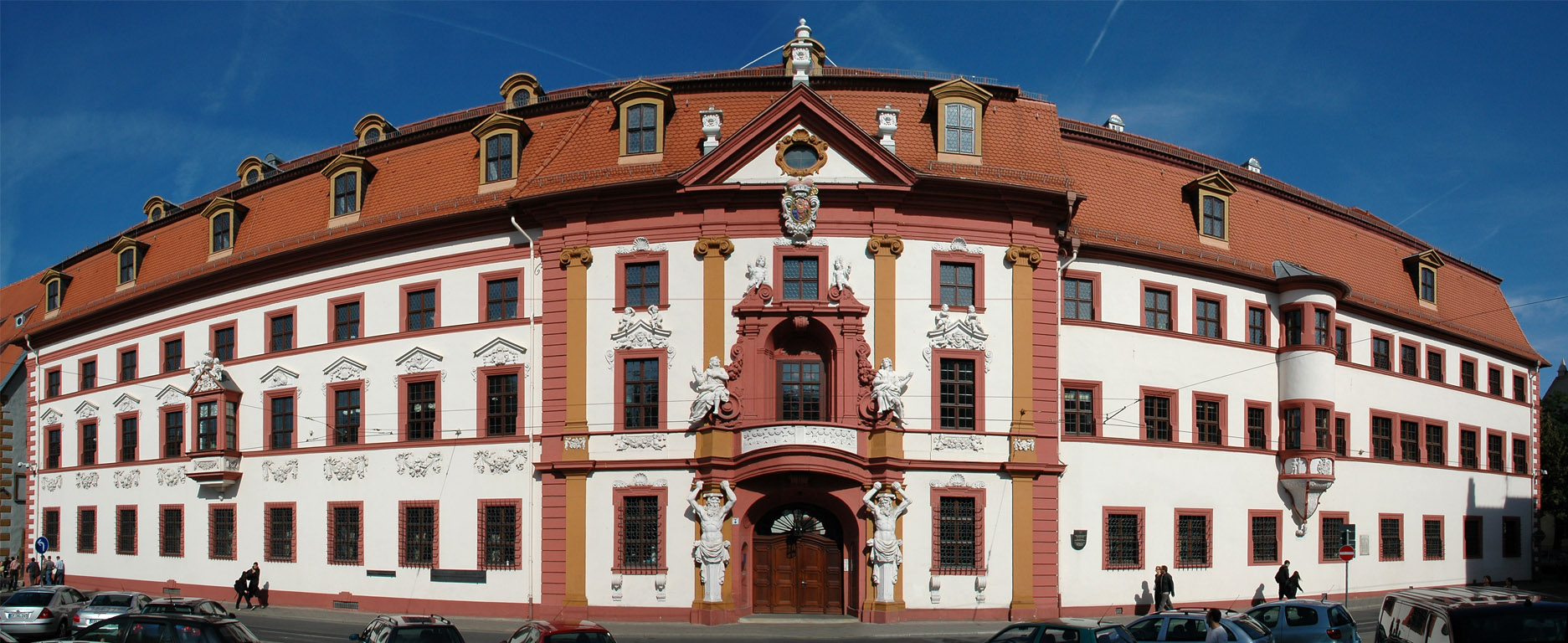
Hauptgebäude im Süden

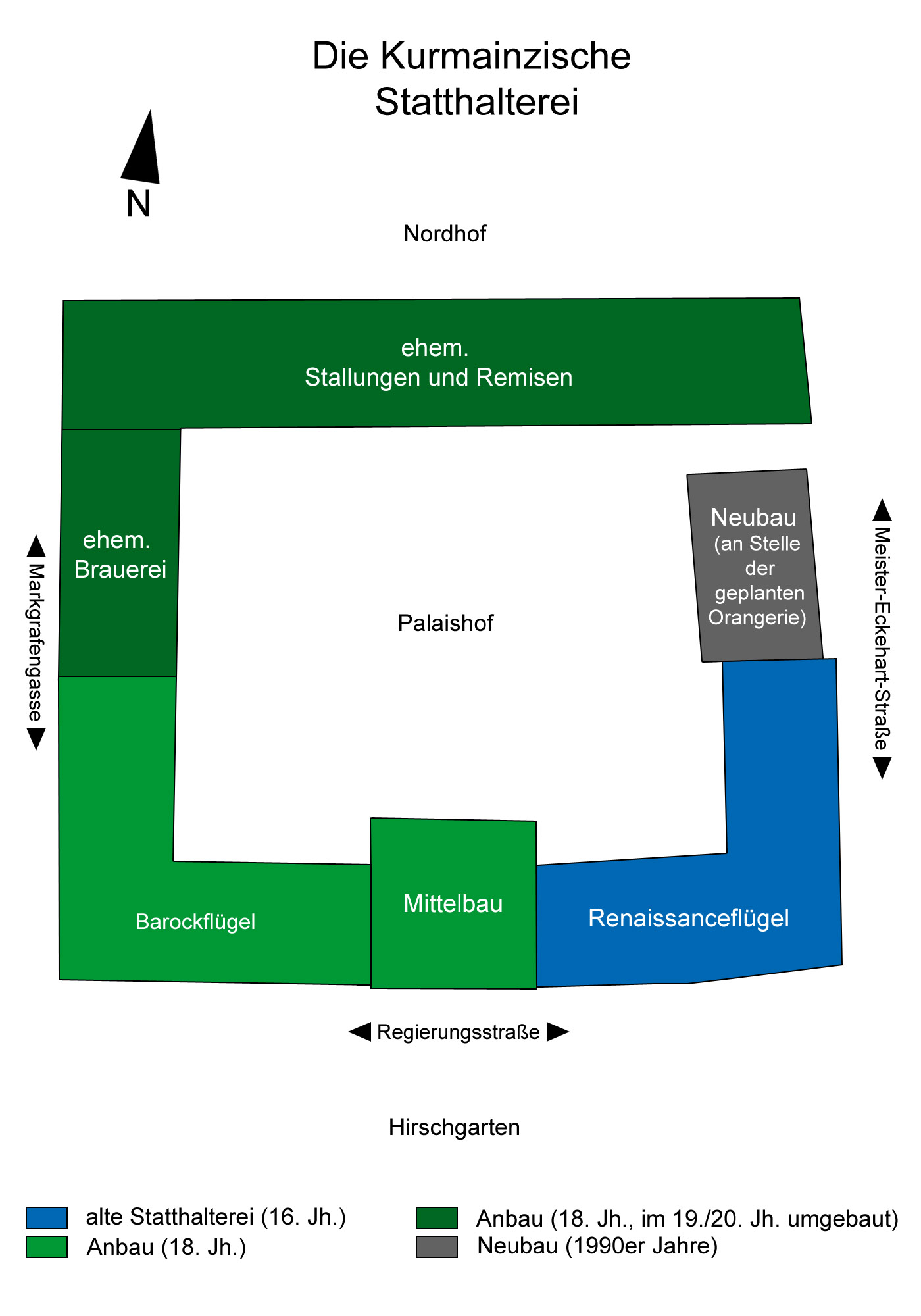
Grundriss der Kurmainzischen Statthalterei

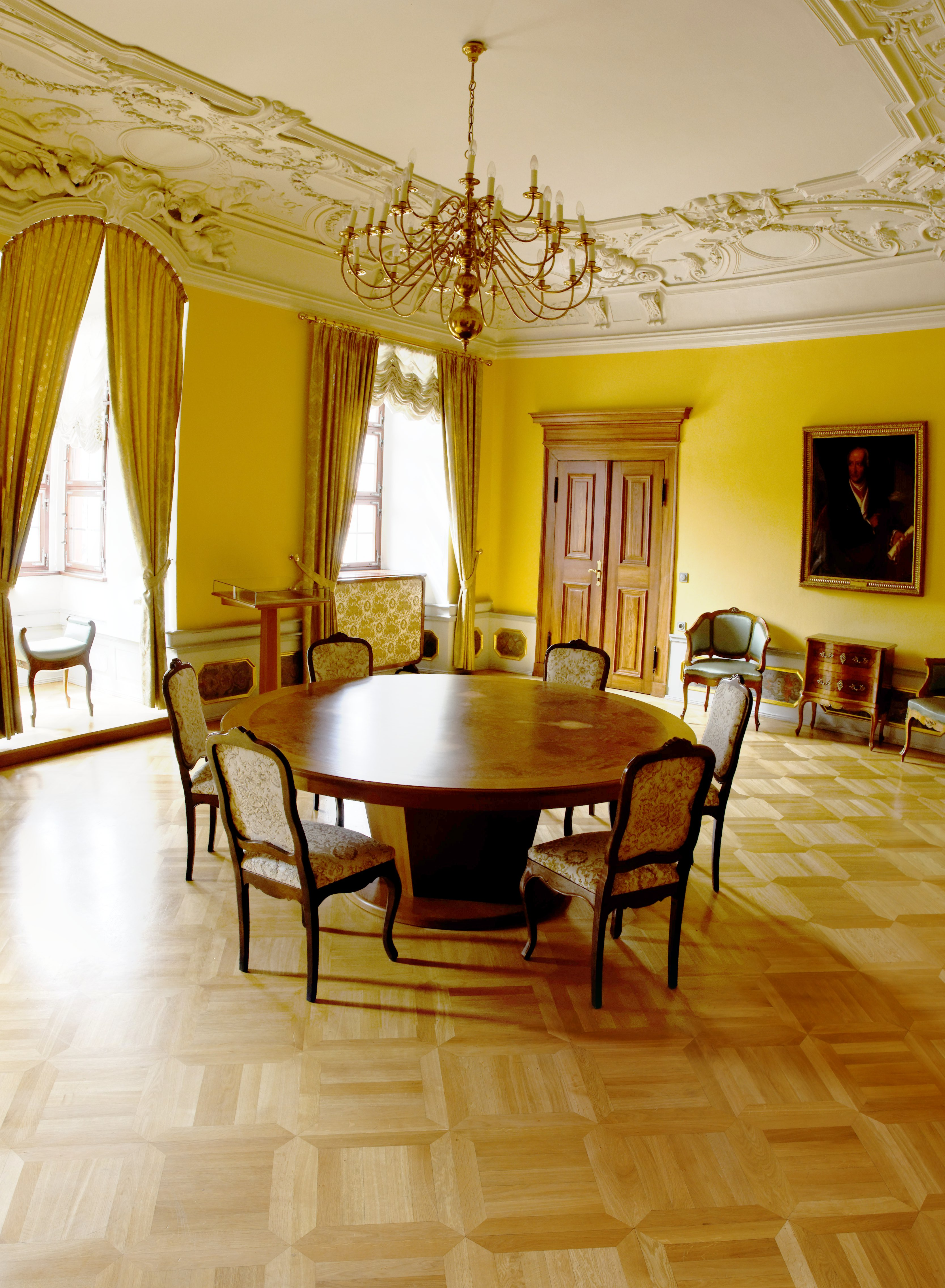
Die Thüringer Staatskanzlei

Die Kurmainzische Statthalterei ist eine barocke, dreigeschossige Vierflügelanlage um einen Innenhof, dem Palaishof und stammt aus dem 16. bis 18. Jahrhundert. Das repräsentative Hauptgebäude liegt im Süden und setzt sich aus dem Renaissanceflügel, dem risalitartig vorgeschobenen Mittelbau und dem Barockflügel zusammen. Anfangs bestand die Statthalterei aus einem kleinen Häuserkomplex, dem jetzigen Renaissanceflügel und wurde erst später durch den Baumeister Maximilian von Welsch zu einer Vierflügelanlage ausgebaut. Dabei übernahm er in den barocken Neubau architektonische Elemente wie Eckquaderungen, Fenstergewände sowie die Geschosshöhen der alten Statthalterei, wodurch am Hauptgebäude im Süden eine symmetrische und einheitliche Gesamtfassade entstand.
Der Renaissanceflügel besitzt einen über zwei Stockwerke verlaufenden Runderker, dessen Unterseite birnenförmig ausläuft und mit verschiedenen Reliefs versehen ist. Diese zeigen unter anderem im linken Teil einen Landsknecht, den Namensgeber des Hauses Zum stolzen Knecht. Eine aus der Fassade heraus wachsende männliche Büste trägt den Erker und stellt vermutlich ein Porträt des Bildhauers und Baumeisters dar. Daneben befindet sich eine Inschrift in Bezug auf den Baumeister mit den Worten: „Meisster Valten Wild 1540 steynmetz“. Der Barockflügel besitzt einen mit Putten verzierten rechteckigen Erker als Pendant zum Runderker und wird im Bereich der Fenster von Flachgiebeln mit Reliefs und von Ziergirlanden geschmückt. Der Haupteingang in die Statthalterei befindet sich im Mittelbau und wird von zwei bärtigen Hermen flankiert. Sie stützen den darüberliegenden Balkon mit seiner geschweiften Brüstung und seinen zwei lebensgroßen Gewandfiguren des Bildhauers Gottfried Gröninger. Um die Balkontür ziehen sich zwei Pilaster mit Rankenwerk, Voluten und zwei Putten. Die Fenster des Mittelbaus werden von Flachgiebeln mit Reliefs und Putten geschmückt und zu jeder Seite von Pilastern begrenzt. Im Hauptgesims befindet sich das Wappen des zum Bauzeitpunkt regierenden Mainzer Erzbischofs und Kurfürsten Lothar Franz von Schönborn. Darüber erstreckt sich ein sogenanntes Frontispiz, ein Giebeldreieck mit einem eingelassenen Ochsenauge. Nach Norden schließen sich an das Hauptgebäude mehrere Wirtschaftsgebäude an. Sie bestehen aus einem Seitenflügel mit der ehemaligen Brauerei und dem Nordflügel mit den ehemaligen Pferdestallungen und Remisen und wurden durch Umbauarbeiten im 19. Jahrhundert und im Jahr 1930 zu Bürogebäuden umgewandelt. Ursprünglich war parallel zur Brauerei ein Seitenflügel mit einer Orangerie geplant, der aber nie ausgeführt wurde. Erst in der heutigen Zeit, zwischen 1993 und 1994 füllte man die Lücke durch den Bau eines Küchengebäudes im Stil von Welsch und einer Toranlage. Etwa zum gleichen Zeitpunkt wurde vor dem Nordflügel der Nordhof geschaffen, der für Wirtschaftszwecke und als Parkplatz dient.
Durch das Hauptportal im Mittelbau gelangt man zunächst in das Grand Vestibule, die große Eingangshalle, von der aus westlich im Erdgeschoss der neugeschaffene Bürgersaal liegt. Er ist der Öffentlichkeit zugänglich und wird für Ausstellungen und Empfänge genutzt. Von der großen Eingangshalle führt eine zweiläufige Treppenanlage in den Festsaal Grande Salle, der sich mit einer Höhe von 9,43 Metern und einer Fläche von 205 Quadratmetern über die zweite und dritte Etage des Mittelbaus erstreckt. Die Wände werden von korinthischen Pilastern und die Decke von einem barocken Gemälde geschmückt, das vermutlich der Maler Carlo Ludovico Castelli angefertigt hat. Es zeigt eine Versammlung von Figuren im Himmel, in deren Mitte ein hoher Thron mit einer Frauengestalt steht. Jede einzelne Figur verkörpert dabei eine positive oder negative menschliche Eigenschaft. Umgeben wird das Gemälde von vier Medaillons, auf denen jeweils eine sitzende Frauenfigur abgebildet ist und das Thema Baukunst, Reichtum, Gewerbe und Erfolg darstellt. Die Stuckarbeiten an der Decke und Voute stammen von dem Bildhauer Gottfried Gröninger, der diese zwischen 1718 und 1722 nach Vorlagen des Stuckateurs Johann Peter Castelli anbrachte. An den Festsaal schließen sich nach Westen mehrere Salons des Barockflügels an, das Antichambre (Empfangszimmer), das Chambre d’Audience (Audienz- und Erkerzimmer) sowie das Chambre de Parade (Sitzungszimmer). Sie waren ursprünglich mit barockem Mobiliar und mit Tapisserien, Wandteppichen eingerichtet. Das erste Obergeschoss im Renaissanceflügel besitzt zur Straße hin Sitznischenfenster und vorgestellte kannelierte Säulen und beherbergt das Büro des Thüringer Ministerpräsidenten.